# Igreja de São Pedro (Vila Franca do Campo)

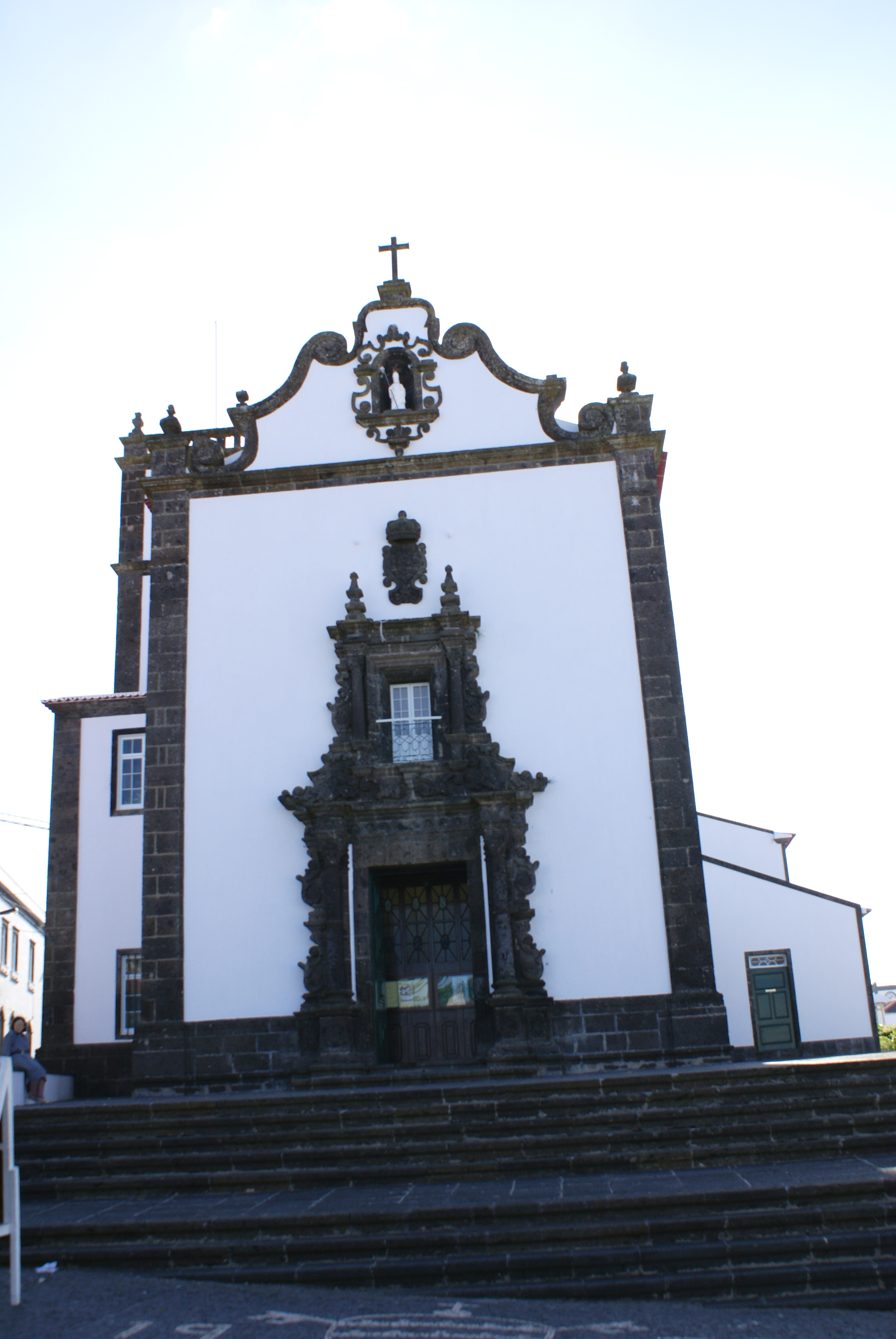
Igreja de São Pedro, Vila Franca do Campo.

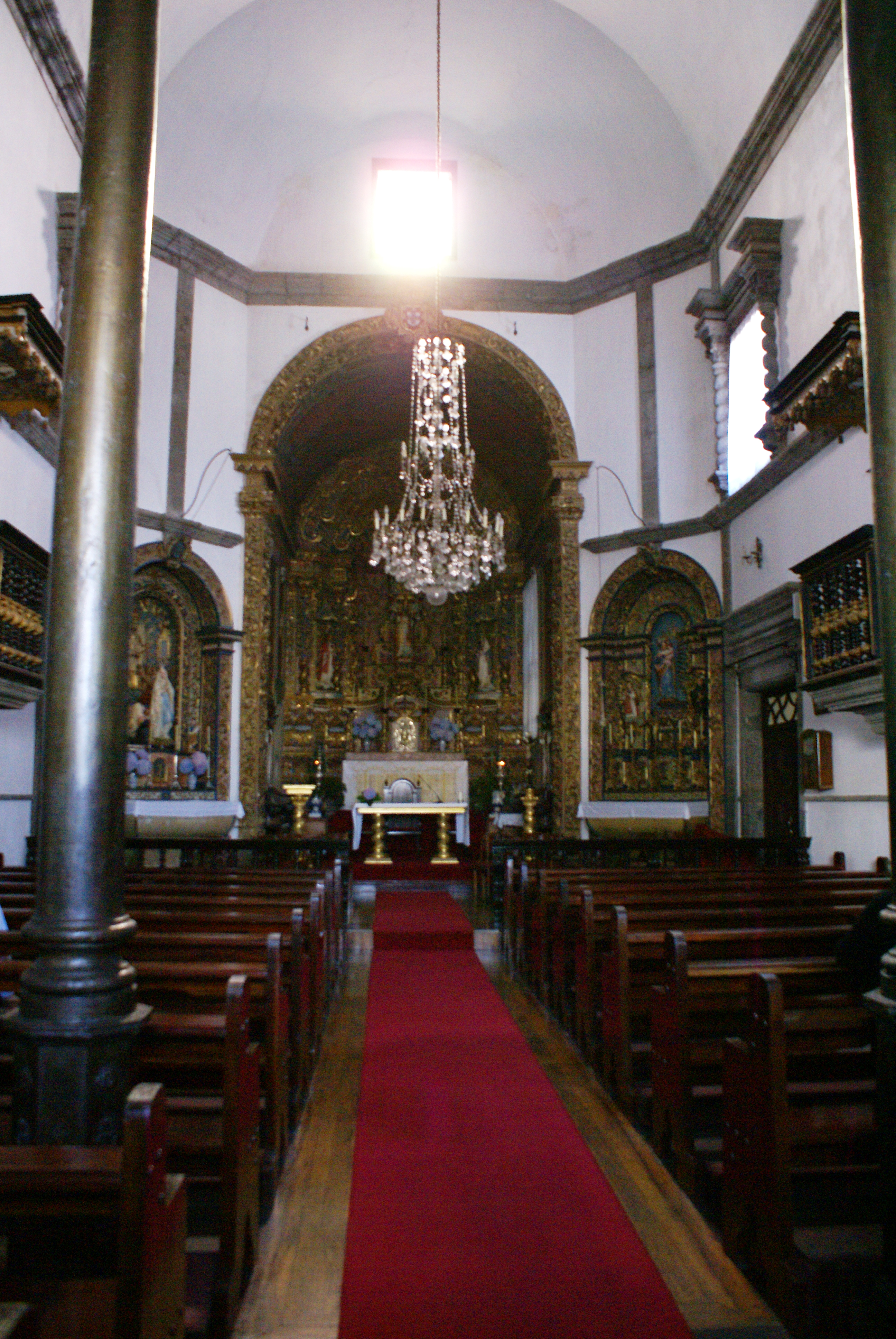
Igreja de São Pedro, nave.

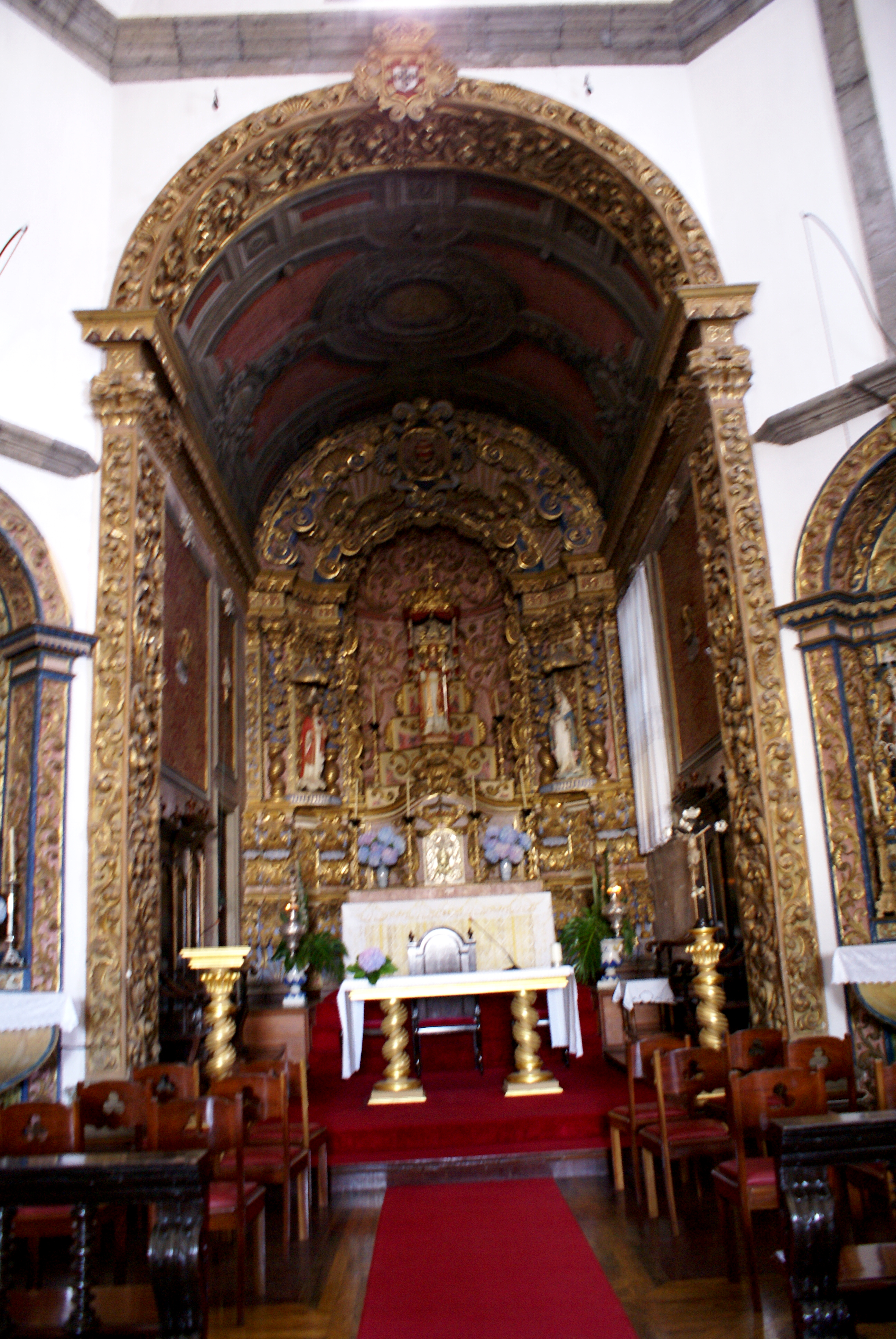
Igreja de São Pedro, altar mor.

A Igreja de São Pedro localiza-se na Vila e concelho de Vila Franca do Campo, na ilha de São Miguel, Região Autónoma dos Açores, em Portugal.

## História
Remonta a uma ermida no mesmo local, referida por Gaspar Frutuoso em diversos passos da sua crónica.
Com o terramoto de 1522, um novo templo foi edificado, passando este a ser a sede do curato. O primeiro vigário em São Pedro chamava-se Manuel Gonçalves. O segundo foi Manuel Fernandes, benemérito falecido em 1633. Por esse tempo, a igreja de São Pedro tinha um só altar e, nos fins do século XVIII, sabe-se que tinha já um passal para o padre, por acaso muito arruinado.
Beneficiada no decorrer dos séculos com vários e importantes legados, nos meados do século XVIII o templo foi objecto de grande remodelação, que lhe conferiu o aspecto atual. Essas obras principiaram nos últimos dias de Setembro de 1746, passando certos atos do culto a fazer-se na Ermida da Natividade. Durariam doze anos, pelo que a igreja só foi benzida em 1758.
Em 1904 esta igreja foi elevada a paróquia, com jurisdição que abrangia o então lugar de Água de Alto. Os livros de registo, até esse ano, perderam-se.

## Características
O retábulo do altar-mor, em talha dourada, bem como a imagem de São Pedro, vieram de Portugal em 1754. A imagem de Nossa Senhora de Lourdes, que se venera no Altar das Almas, foi oferecida em 1892 pelo Dr. José Maria de Medeiros Sedra, médico natural de Vila Franca do Campo, que residia no Brasil. O passal actual foi construído em 1936 a expensas do vigário Padre Manuel Pacheco de Sousa.